# مریخی (رمان)
مریخی (به انگلیسی: The Martian) نام رمانی علمی-تخیلی است که نویسندهٔ آن، اندی ویر، نخستین بار این داستان را در وبلاگ شخصی اش به صورت زنجیره‌ای منتشر کرد. مریخی رمان نخست اندی وایر است. نسخهٔ چاپی این رمان در سال ۲۰۱۴ منتشر شد. داستان پیرامون یک فضانورد آمریکایی به نام مارک واتنی است که در سال ۲۰۳۵، از بد حادثه، در مریخ تنها باقی می‌ماند و به دنبال راهی است تا زنده بماند.
فیلم مریخی به کارگردانی ریدلی اسکات و با بازی مت دیمون برگرفته از این رمان است.

## داستان
در سال ۲۰۳۵، خدمهٔ مأموریت اَرِس ۳ از ناسا برای اقامت یک‌ماهه در هامونهٔ اَسیدالیا بر سطح مریخ فرود می‌آیند. تنها پس از گذشت شش سول، طوفانی شدید از گردوغبار و باد، خطر واژگونی «ناو خیز از مریخ» (ن.خ. م) را ایجاد می‌کند که در صورت وقوع، آنان در مریخ گیر خواهند افتاد. هنگام تخلیهٔ شتاب‌زده، یک آنتن جدا شده و به مارک واتنی، فضانورد، گیاه‌شناس و مهندس برخورد کرده و سامانهٔ ارتباطی لباس فضایی‌اش را نیز از کار می‌اندازد. او به‌وسیلهٔ باد از دید خارج می‌شود و سایرین تصور می‌کنند که مرده است. در حالی که ن.خ. م در آستانهٔ واژگونی است، فرماندهٔ مأموریت، ملیسا لوییس، ناچار می‌شود بدون ادامهٔ جست‌وجو، پرواز را آغاز کند.
اما واتنی زنده مانده است. جراحت او نسبتاً جزئی است، ولی به دلیل نداشتن سامانهٔ رادیویی دوربرد، نمی‌تواند با کسی ارتباط بگیرد. او برای زنده‌ماندن به توانایی‌های خودش تکیه می‌کند و شروع به نوشتن یادداشت‌هایی از تجربیاتش می‌نماید. نگرش او این است که «مسئله را حل کن»، و هر چالش را به‌نوبت رفع می‌کند. با اینکه غذا مشکل فوری نیست، اما بحرانی است؛ بنابراین در زیستگاه مریخی (کاشانه) شروع به کاشت سیب‌زمینی می‌کند. او با استفاده از کاتالیزگر ایریدیوم، گاز هیدروژن را از سوخت اضافی هیدرازین جدا کرده و آن را می‌سوزاند تا برای گیاهان آب تولید کند.
در نهایت، ناسا با مشاهدهٔ تصویرهای ماهواره‌ای از محل فرود و نشانه‌های فعالیت، درمی‌یابد که واتنی زنده است. کارکنان ناسا راه‌هایی برای نجات او طراحی می‌کنند، اما برای آنکه تمرکز خدمهٔ مأموریت ارس ۳ که در راه بازگشت به زمین و در فضاپیمای هرمِس هستند، برهم نخورد، زنده‌بودن واتنی را از آن‌ها پنهان می‌کنند.

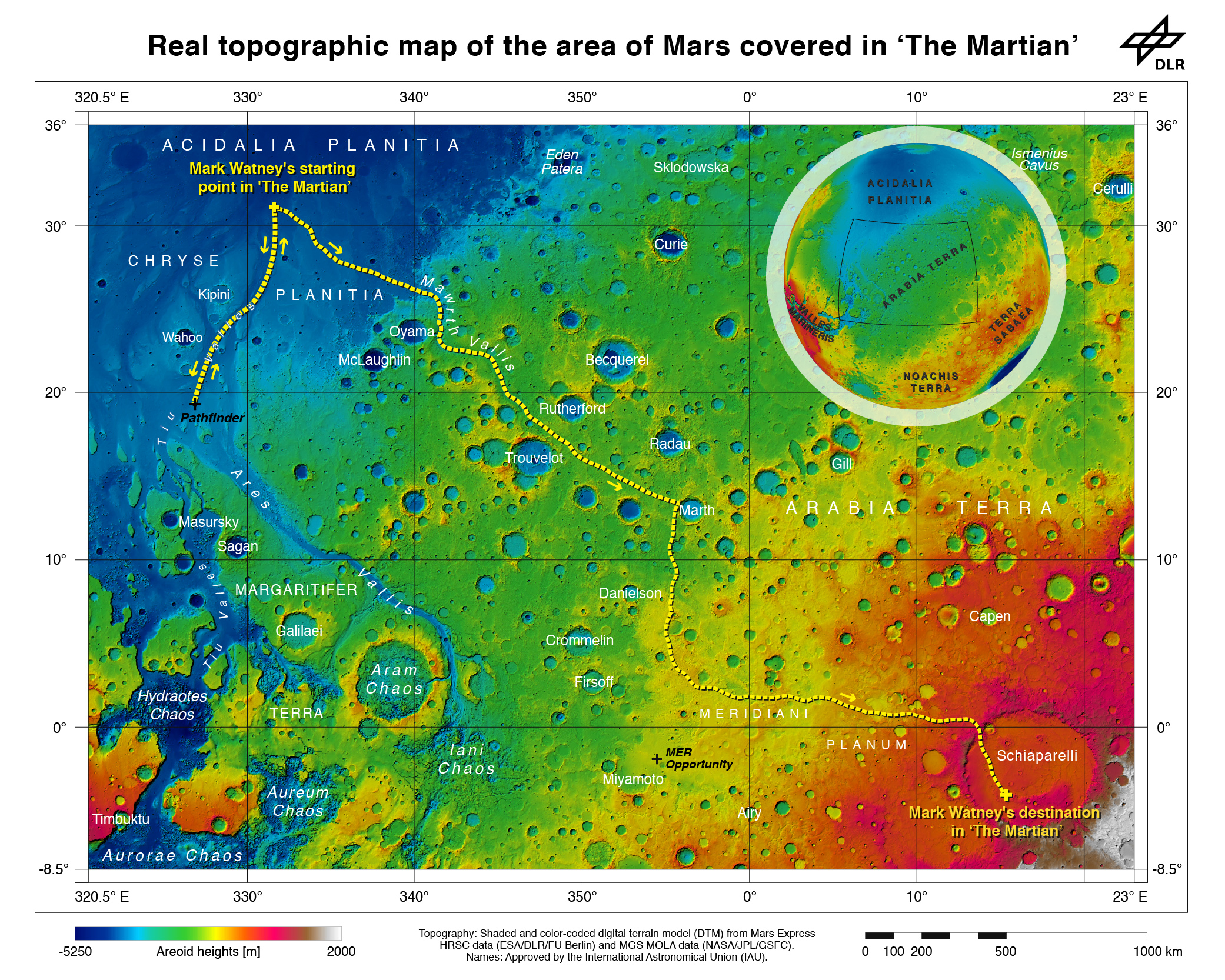
مسیر حرکت مارک واتنی بر سطح مریخ

 واتنی برنامه‌ریزی می‌کند تا با طی مسافتی به طول ۳٬۲۳۵ کیلومتر (۲٬۰۱۰ مایل) به دهانهٔ اسکیاپارلی برسد، جایی که مأموریت بعدی، ارس ۴، در چهار سال آینده فرود می‌آید و ن.خ. م آن از پیش مستقر شده است. او یکی از مریخ‌نوردها را برای سفر تجهیز می‌کند، سلول خورشیدی و یک باتری اضافه به آن می‌افزاید. پس از سفری آزمایشی سه‌هفته‌ای برای بازیابی بخشی از سطح‌نشین رهیاب مریخ و مریخ‌نورد سوجورنر، آن‌ها را به کاشانه می‌برد و از این راه می‌تواند با ناسا ارتباط برقرار کند. میچ هندرسون، مدیر پرواز ارس ۳، مدیر ناسا تدی سندرز را متقاعد می‌کند تا خدمهٔ ارس ۳ را از زنده‌بودن واتنی آگاه سازد؛ همه خوشحال می‌شوند، جز لوییس که از ترک او عذاب وجدان دارد.
یکی از دهلیزهای هوا در کاشانه به‌دلیل استفادهٔ مکرر و طولانی‌مدت واتنی پاره می‌شود، امری که منجر به کاهش فشار داخلی شده و نزدیک است او را بکشد. او کاشانه را تعمیر می‌کند، اما گیاهانش از بین می‌روند و بار دیگر با خطر گرسنگی روبه‌رو می‌شود. ناسا، با صرف‌نظر از پروتکل‌های ایمنی، به‌سرعت یک کاوشگر بدون سرنشین را برای رساندن تدارکات آماده می‌کند، اما موشک پس از پرتاب منفجر می‌شود. سپس با سازمان ملی فضایی چین توافق می‌شود تا از توان‌افزای آماده‌ای که برای مأموریت خورشیدی تایانگ شِن در نظر گرفته شده بود استفاده کنند. با توجه به کمبود زمان، ناسا ناچار است کپسولی طراحی کند که محموله‌اش بتواند با سرعت ۳۰۰ متر بر ثانیه (۶۷۰ مایل بر ساعت) بر سطح مریخ برخورد کند و سالم بماند.
در این میان، پویایی‌شناس فضایی، ریچ پرنل، مسیر کمک گرانشی به دور زمین را پیشنهاد می‌دهد تا فضاپیمای هرمس با انجام مانور پرنل بتواند به مریخ بازگردد و واتنی را نجات دهد. با استفاده از توان‌افزای چینی، یک کاوشگر سادهٔ تدارکاتی به سوی هرمس، هنگام عبور از کنار زمین، ارسال می‌شود. سندرز این مانور را که «مانور ریچ پرنل» نام گرفته، به‌دلیل خطراتی که برای دیگر خدمه دارد، رد می‌کند، اما هندرسون مخفیانه اطلاعات آن را برای هرمس می‌فرستد. هر پنج عضو خدمهٔ ارس ۳ با این طرح موافقت می‌کنند. با آغاز این مانور و غیرفعال‌سازی سامانهٔ کنترل از راه دور، ناسا ناچار به حمایت از آن‌ها می‌شود. فضاپیمای تدارکاتی با موفقیت به هرمس متصل می‌شود.
واتنی باز هم مریخ‌نورد را اصلاح می‌کند، چرا که طبق برنامهٔ جدید باید از سطح مریخ با ن.خ. م مأموریت ارس ۴ پرتاب شود. در حین کار، به‌طور تصادفی سامانهٔ ارتباطی رهیاب را از کار می‌اندازد و دیگر تنها می‌تواند با قرار دادن سنگ‌ها به‌شکل کد مورس پیام‌های یک‌طرفه ارسال کند.
وقتی واتنی راهی اسکیاپارلی می‌شود، ناسا متوجه می‌شود که طوفان گردوغبار در مسیر او در حرکت است، اما نمی‌تواند به او هشدار دهد. باتری مریخ‌نورد کم‌کم کمتر شارژ می‌شود و بقای او را در خطر قرار می‌دهد. واتنی با مشاهدهٔ تاریک‌شدن آسمان، شکل و جهت طوفان را تخمین می‌زند و مسیر خود را تغییر می‌دهد.
پس از واژگونی مریخ‌نورد در مسیر نزول به اسکیاپارلی، واتنی به ن.خ. م می‌رسد و ارتباطش را با ناسا از سر می‌گیرد. به او دستور داده می‌شود تا برای کاهش وزن ن.خ. م و رسیدن به سرعت پرتاب لازم، اصلاحات شدیدی انجام دهد، از جمله برداشتن بخش جلویی ن.خ. م که او با بوم کاشانه می‌پوشاند. هنگام پرتاب، بوم پاره می‌شود و این باعث افزایش پسار و کاهش ارتفاع پرواز می‌گردد.
لوییس برنامه‌ای اضطراری ترتیب می‌دهد: با استفاده از پیشرانه‌های تنظیم وضعیت هرمس و انفجار دهلیز جلویی با بمب ساخته‌شده از شکر و اکسیژن مایع، نیروی گریز هوا باعث کاهش سرعت می‌شود. بک، متخصص فعالیت‌های بیرون فضاپیمای هرمس، با استفاده از واحد مانور سرنشین‌دار و طناب ایمنی به سوی واتنی می‌رود و او را به هرمس بازمی‌گرداند. در آخرین یادداشتش، واتنی از شادی نجات‌یافتنش سخن می‌گوید و به غریزهٔ انسانی برای کمک به دیگران می‌پردازد.